# Flambeau de l'Est Football Club
Maillots
Flambeau de l'Est Football Club est un club burundais de football basé à Ruyigi, dans l'Est du pays.

## Histoire
Fondé en 2010, le club accède à la première division nationale lors de la saison 2012, qu'il achève à une prometteuse quatrième place. Il atteint la même année les demi-finales de la Coupe du Burundi. La saison suivante est plus qu'une confirmation puisque Flambeau de l'Est est sacré champion du Burundi, grâce à l'entraîneur Olivier Niyungeko. Ce titre est historique puisque le club est le premier hors de la capitale, Bujumbura à remporter la compétition. Il enchaîne en 2014 avec une deuxième place en championnat, derrière LLB Academic.
Les bons résultats de Flambeau de l'Est lui permettent de prendre part aux compétitions continentales. Son titre de champion lui ouvre les portes de la Ligue des champions de la CAF 2014, avec un parcours achevé en seizièmes de finale face aux Camerounais de Cotonsport Garoua.

## Palmarès
- Championnat du Burundi :
  - Vainqueur en 2013
  - Vice-champion en 2014